# László Passuth
László Passuth (15. července 1900, Budapešť – 19. června 1979, Balatonfüred) byl maďarský autor historických románů a překladatel. Byl otcem historičky umění Krisztiny Passuthové.
Vystudoval práva na Segedínské univerzitě. Od roku 1919 do roku 1950 pracoval především jako bankovní úředník a poté až do důchodu ve vládním úřadu pro překladatelství. Jeho první spisovatelské pokusy se objevily ve dvacátých letech v několika časopisech. V letech 1945 až 1960 působil jako hlavní tajemník maďarského PEN klubu. V roce 1948, po převzetí moci Josifem Stalinem, byl vyloučen ze Svazu maďarských spisovatelů.
Po jeho prvním románu Eurasie, který vyšel v roce 1937, následovala řada historických románů. Měly sofistikovaný styl a detailně popisovaly přesné historické detaily. V roce 1939 vydal Bůh deště pláče nad Mexikem, román o Hernánu Cortésovi a dobytí Aztécké říše. Bylo to jeho první dílo, které přitáhlo mezinárodní pozornost. Román byl přeložen například do angličtiny, češtiny, francouzštiny, němčiny a španělštiny. Mezi jeho asi 40 románů patří také Johana Neapolská (1940), román založený na životě středověké královny Johany I., a Madrigal (1968), román o životě skladatele Carla Gesualda.

## Částečná bibliografie
- Eurasie (1937)
- Studia (1937)
- Bůh deště pláče nad Mexikem (1939)
- Johana Neapolská (1940)
- Lombardský zámek (1940–1944)
- Porfyrogennétos (1943)
- Otočné dveře (1944)
- Oblak a oáza (1946)
- Černý samet (1946)
- Vetřelci (1949)
- V orlích pařátech (1956)
- Čtyři větry v Transylvánii (1957)
- Hudebník vévody mantovského (1957; o Monteverdim)
- Laguny (1958)
- Svět hrobek bude mluvit (1959)
- Ráj v oceánu (1959)
- Dračí zuby (1960)
- Třetí majordomus (1962; o Velázquezovi)
- Řím byl pohřben v Ravenně (1963; o Theodorichovi Velikém)
- Bohové zlata jsou chladní (1964; o Raffaelovi)
- Příkop (1966)
- Madrigal (1968; o Gesualdovi)
- Měď (1969)
- Věčné Španělsko (1969)
- Polní řez sedmkrát (1970)
- Neapol (1972, naučná kniha)
- Moje setkání s bohem deště (1972)
- Gyilokjáró (1973)
- Král v rozbitém zrcadle (1974)
- Památník a tak dále (1975)
- Věž stínů (1977; články, eseje a cestovní poznámky)
- Jeskynní obrázky (1978; autobiografie)
- Medúza (1979)
- Zrcadlo vody (1980)
- Deset let pod jednou střechou (1981)
- Anselme (1983)